# Miguel de Almazán
Miguel de Almazán foi um marrano de Zaragoza e secretário particular do rei Fernando de Aragão. Ele foi queimado na fogueira sob a acusação de ser um adepto do judaísmo. Um mês depois, a 18 de março de 1486, Manuel de Almaçan de Zaragoza teve o mesmo destino.